# بن هور (فلم 1925)
بن هور (بالإنجليزية: Ben-Hur) فيلم أمريكي صامت، انتج عام 1925 من إخراج فريد نيبلو و بطولة كلارك غيبل.

## القصة
يعيش يهودا بن هور كأمير وتاجر يهودي غني في القدس في بداية القرن الأول الميلادي. سوية مع الحاكم الجديد يصبح صديقه القديم ميسالا قائد الجحافل الرومانية. كانوا في باديء الأمر سعداء بالاجتماع بعد وقت طويل ولكن وجهات نظرهم السياسية المختلفة فصلهم بينهم. أثناء الاستعراض الترحيبي تنزل طابوقة من بيت يهودا وقد كانت بالكاد ستصيب الحاكم. بالرغم من أن ميسالا علم بأنهم ليسوا مذنبين، قام بإرسال يهودا إلى السفن ووضع والدته وأخته في السجن. ولكن يهودا أقسم على الرجوع والانتقام.

## روابط خارجية
- بن هور على موقع IMDb (الإنجليزية)
- بن هور على موقع الموسوعة البريطانية (الإنجليزية)
- بن هور على موقع روتن توميتوز (الإنجليزية)
- بن هور على موقع نتفليكس (الإنجليزية)
- بن هور على موقع ألو سيني (الفرنسية)
- بن هور على موقع Turner Classic Movies (الإنجليزية)
- بن هور على موقع أول موفي (الإنجليزية)
- بن هور على موقع بوكس أوفيس موجو (الإنجليزية)
- بن هور على موقع فيلمافينيتي (الإسبانية)
- بن هور على موقع قاعدة بيانات الفيلم (الإنجليزية)